# Turnera clauseniana
Turnera clauseniana är en passionsblomsväxtart som beskrevs av Ignatz Urban. Turnera clauseniana ingår i släktet Turnera och familjen passionsblomsväxter. Inga underarter finns listade i Catalogue of Life.